# Abbaye de Mont-Sainte-Marie
L'abbaye de Mont-Sainte-Marie est une abbaye cistercienne fondée au XIIe siècle à partir d'un ermitage et démantelée à partir de 1790 à la Révolution française. Elle était située dans la vallée des lacs Saint-Point et Remoray en bordure du Doubs sur la commune actuelle de Labergement-Sainte-Marie. Elle dépendait des sires de Salins et des princes de Chalon-Arlay.

## L'ermitage du Mont-du-Fourg
C'est au XIe siècle que Simon de Crépy, né en 1048 et mort en 1081, vient ériger près de la source du Doubs, aux environs de Mouthe, un ermitage. Tout d'abord comte d'Amiens, de Vexin et de Valois, il avait décidé de devenir religieux au monastère de Condat après s'être lancé dans une guerre contre le roi de France Philippe Ier. Mécontent de la discipline qui régnait au monastère, il partit s'établir, avec quelques compagnons, à Labergement-Sainte-Marie dans le but de pratiquer une vie religieuse d'une « grande perfection ».

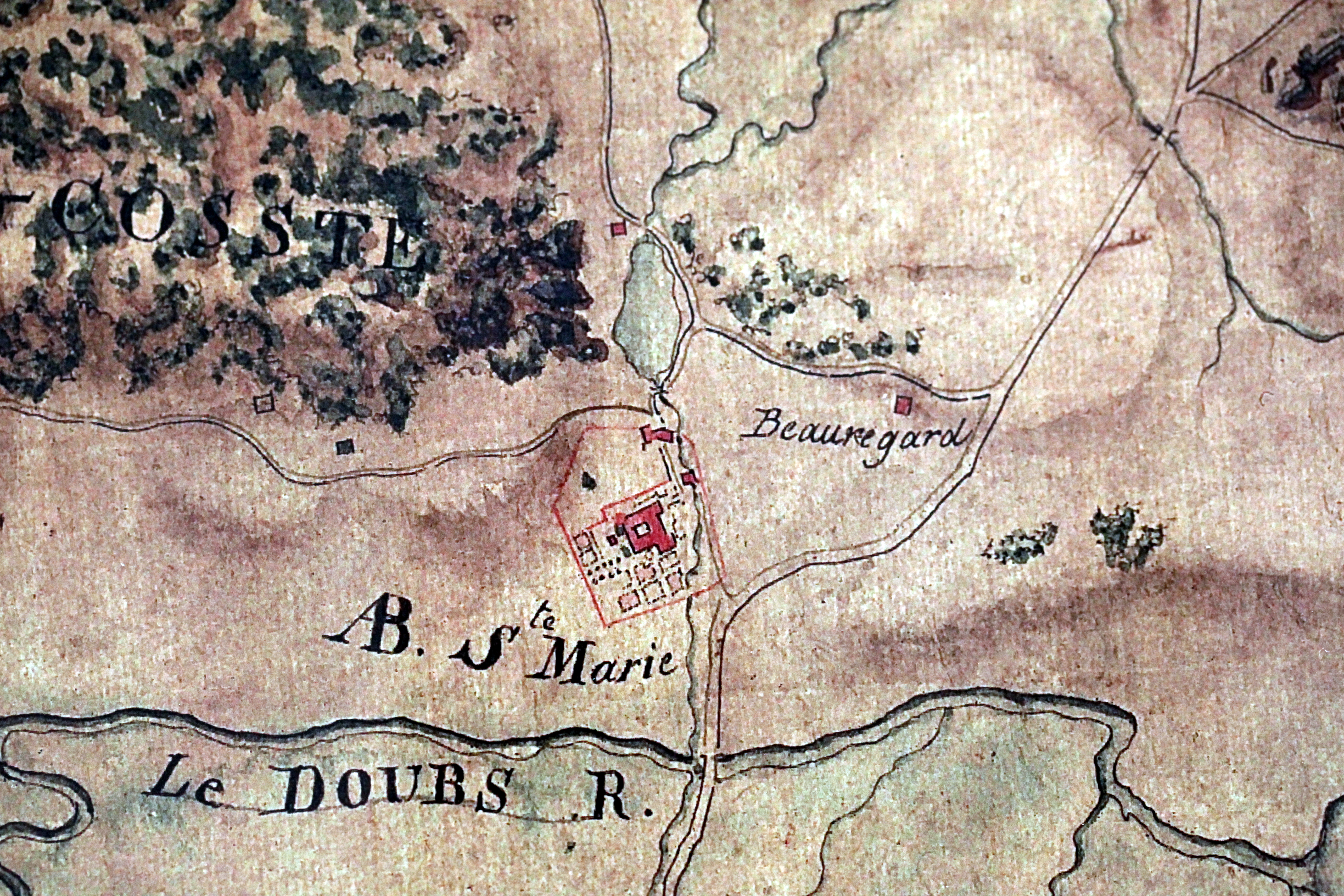
L'abbaye sur une carte de 1785.
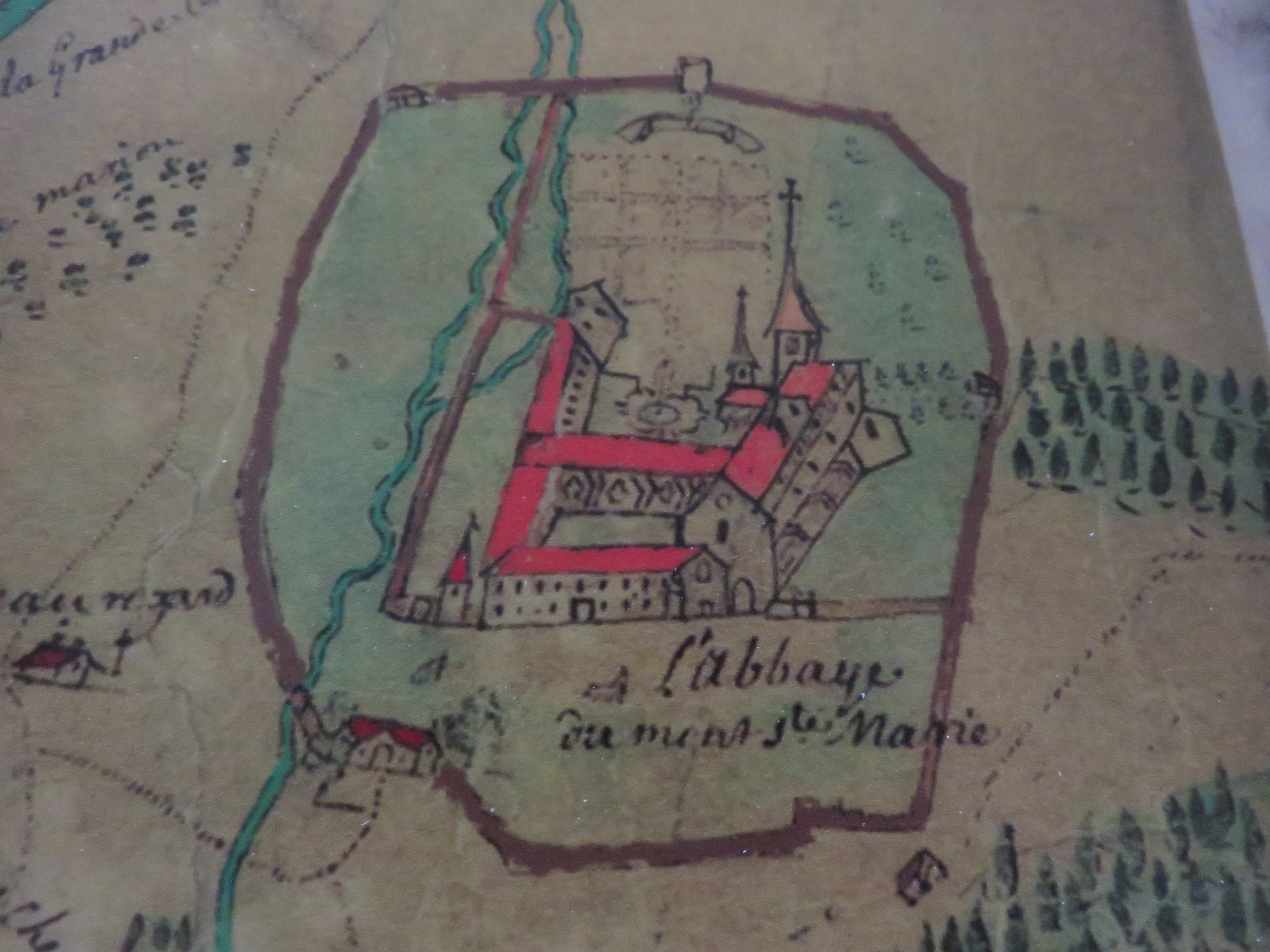
Représentation de 1723
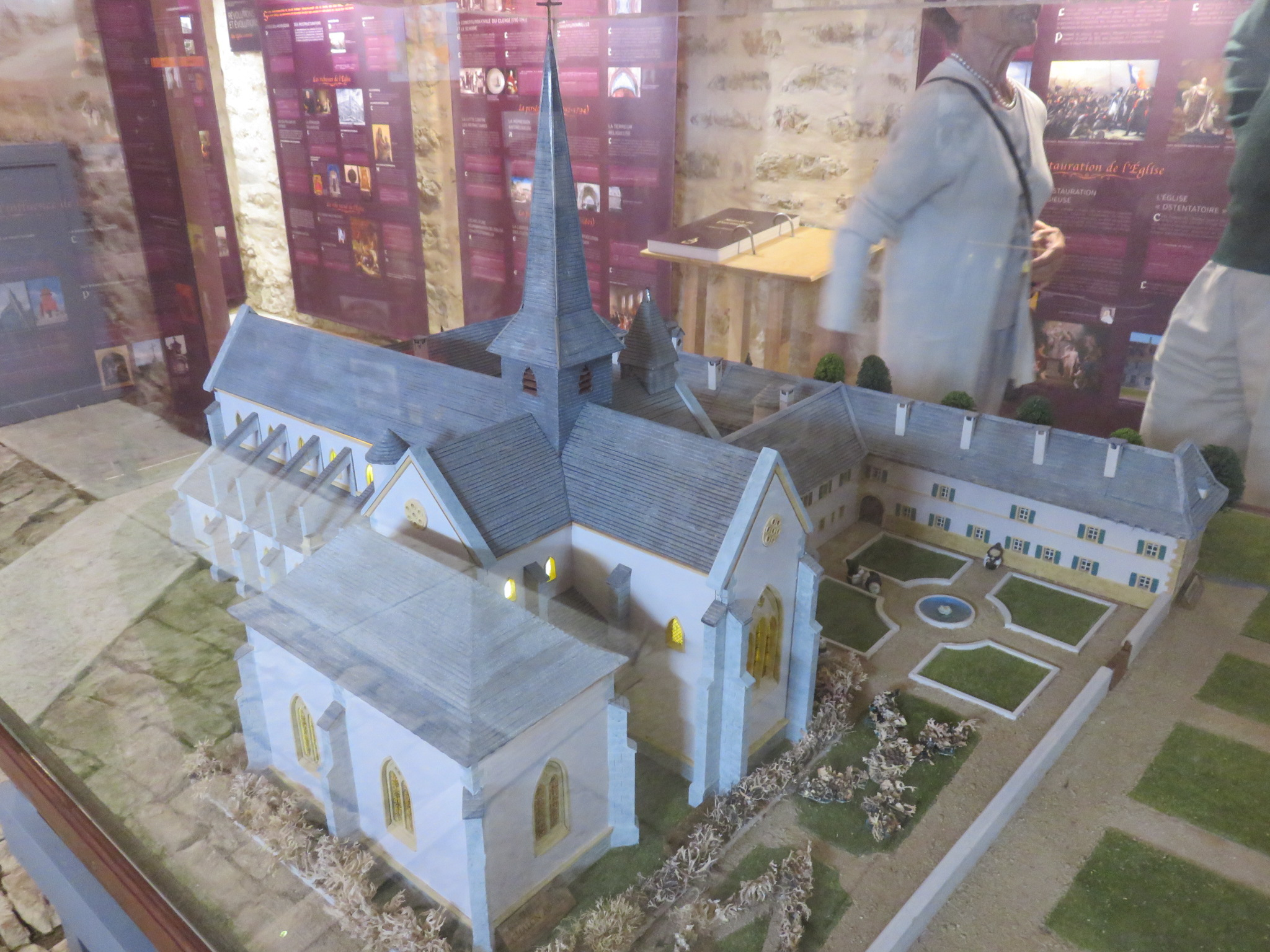
L'abbaye en 1773 (maquette du presbytère de Remoray).
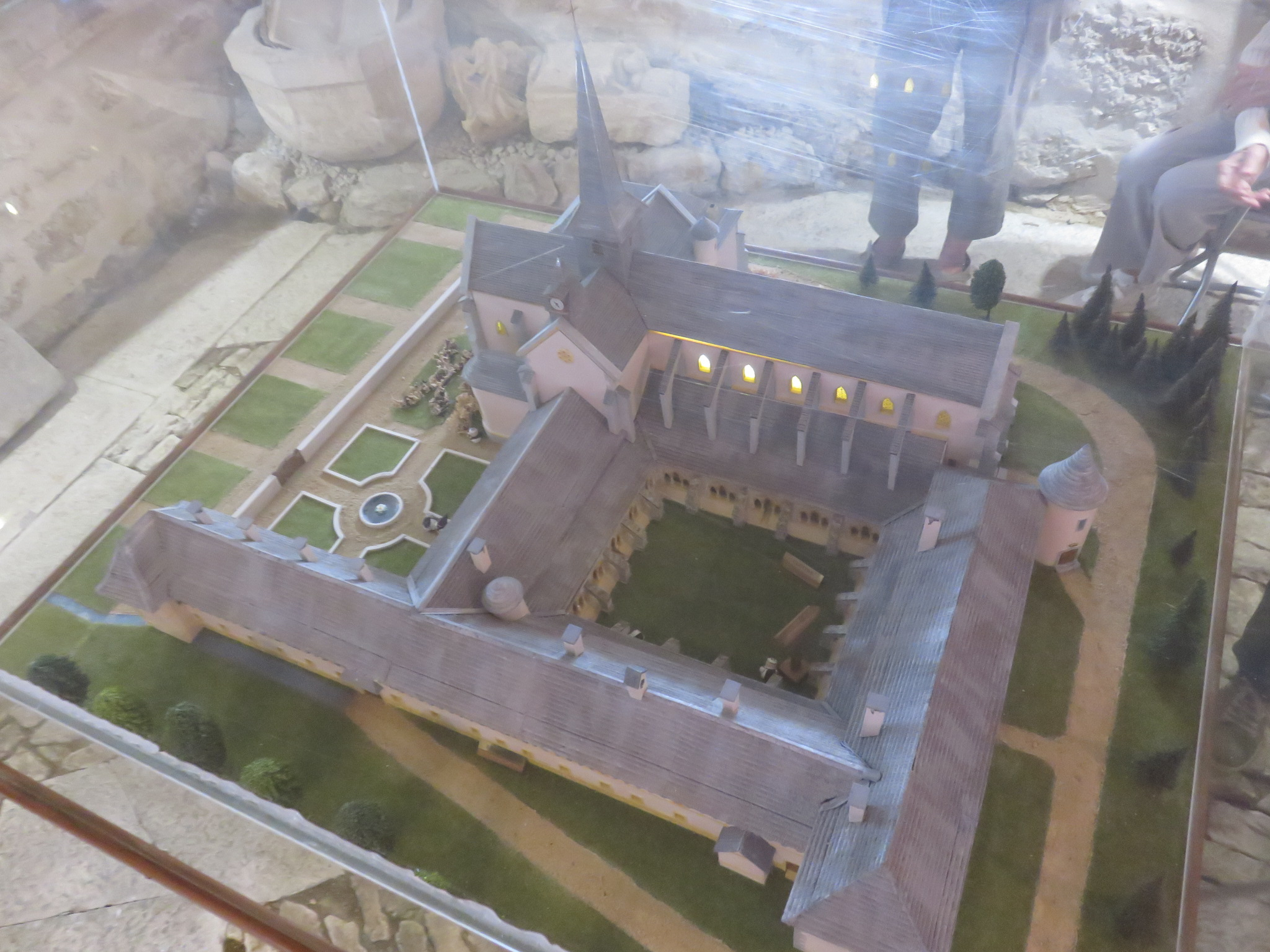
Maquette de l'abbaye en 1773.

Quelques années plus tard, une colonie de moines en provenance de l'abbatiale de Romainmôtier vient prendre possession des terres de l'ermitage après en avoir été investis par Humbert III de Salins. Ce dernier, voulant racheter ses fautes, avait transmis les « investitures » qu'il détenait dans la vallée de Tlen (Val de Vaux) et dans l'ermitage du Mont-du-Fourg à l'abbaye de Romainmôtier. Les moines vont donc établir un chemin pour communiquer depuis leur monastère, situé dans le pays romand, avec leurs domaines de la Chaux-d'Arlier (vallée comprise entre Frasne et Chaffois). Ils vont réaliser des défrichements dans un lieu qu'ils nomment Watt (ou Vallée-de-Tlen) et y établissent un prieuré qui prendra le nom de Vaux (près de Vaux-et-Chantegrue). D'autres s'installent au bord du lac de Damvautier (aujourd'hui lac de Saint-Point) où ils fondent le prieuré de Saint-Point, et pour les derniers sur le Mont-du-Fourg où va bientôt s'élever l'ermitage de Mont-Sainte-Marie (eremus in monte de Furno : sur la côte-du-Fourg).
C'est donc là, entre le lac de Saint-Point et celui du Remoray, dans ce lieu entouré de hautes montagnes couvertes de sapins et bordé d'un marais, décrit comme affreux (in loco horrido ac remoto a gentibus situm), que se trouve une source favorisant l'installation des quelques moines. Comme il en est alors l'usage dans les monts du Jura à cette époque, Humbert III, sire de Salins, reconnait en 1126 le droit à toute personne de défricher et de bâtir des constructions dans cette région : de franco jure occupasse et vindicasse, sicut se habet Jurensis consuetudo (charte d'Humbert III). Au XIe siècle les défrichements s'étendent des deux côtés du lac, au sud en remontant le cours du Doubs jusqu'aux Rochats (dans les bois de Labergement) et au sud-ouest jusqu'à La Planée, Malpas et Saint-Point-Lac, ce qui comprend le territoire où allait se dresser le monastère.
À partir de 1199 l'ermitage est élevé au rang d'abbaye par Gaucher IV de Mâcon qui à son retour des croisades en 1193 veut doter les monts du Jura d'une abbaye de l'ordre de celle de Cîteaux. Dans ce but il donne des propriétés à l'abbaye de Clairvaux à condition que quelques-unes de celle de l'abbaye Notre-Dame de Billon y soient réunies pour former la donation de celle du Mont-Sainte-Marie : « ita sane possessiones universae Bullionis, filae Clarae-Vallis, ad jam dictum locum pertineant ».

## La grange Derrière-le-Mont
Dès le début l'ermitage du mont du Fourg (Furnus montis ou Mons de Furno) occupe une grange appelée Derrière-le-Mont (à un kilomètre du lieu de la future abbaye) et est occupé par cinq frères convers dirigés par un chapelain (« capellanus seu pastor animarum ») ou un prêtre pris dans un des monastères proches (Montbenoît, le Lac de Joux ou Billon).
Devant leur dévotion et leur pauvreté, Henri Ier de Joux, sire de Joux et d'Usier, va doter la future abbaye. Il lui donne une grande terre où les moines construisent un hameau ainsi qu'une grange ou métairie (la charte parle de Grangiam). Il y ajoute les droits de pâturage et d'usages sur les communs d'Usie. Dans la charte de donation de 1196, approuvée en 1200 par l'archevêque de Besançon Amédée de Tramelay et confirmée par le pape Innocent III en 1206, il est dit qu'Henri « fait donation à Dieu et aux frères de Mont-Sainte-Marie au territoire d'Usier à titre d'aumône pour lui et le remède des âmes de ses ayeux » de tout le terrain depuis la fontaine Curcus jusqu'au lieu-dit « la Combe » et « le chemin de Pontarlier » avec l'affranchissement de dîmes. Ces biens se composent du lieu où l'abbaye est établie avec ses dépendances, le village de Cessay (Sacahis) qui était un domaine très étendu, la grange d'Usie (Grangiam de Usie, aujourd'hui le hameau de Pissenavache) et Billon (près de Lons-le-Saunier).
En 1201 le pape publie une bulle dans laquelle il confirme l'établissement de Mont-Sainte-Marie et il l'« autorise à posséder canoniquement tout ce qu'elle pourrait acquérir par la suite, soit de la piété des souverains pontifes soit de la libéralité des rois et des princes, soit des offrandes des fidèles ». Lors d'une donation à celle de Clairvaux le sire de Salins donne à celle de Mont-Sainte-Marie à perpétuité trois « bouillons de muire (eau salée) » livrables à Noël, à Pâques et à la Pentecôte (au XVe siècle ces droits étaient de trois bouillons et 94 seaux par semaine) en plus d'un droit d'usage dans ses domaines, ses forêts, ses cours d'eau et ses pêcheries. Dans cette donation il ne parle pas des terres où le monastère est implanté car l'usage veut que celui qui défriche des terres vierges en devienne le propriétaire de plein droit, pour l'abbaye ces terres en question s'étendent de Jougne à Mouthe ainsi que dans la forêt de Chargebin (près de Remoray).

## Les chapelles des Chalon
La construction du monastère doit commencer en 1243 avec celle du sanctuaire. On trouve dans le terrier de 1624, des possessions de l'abbaye, la description du monastère :  « l'abbaye consiste en de grands et spacieux bâtiments y ayant une belle et grande église en l'honneur de la glorieuse vierge Marie, prenant jour de l'orient et de vers le vent. Elle est composée d'une grande nef et de deux basses voûtes à croisées supportées par de gros piliers ; elle est décorée de quatre chapelles de çà et de là du chœur, et d'une grande et haute chapelle appelée la chapelle des Chalon, en laquelle sont les monuments et sépultures des princes de Challon qui y ont été inhumés. Il y a de plus un grand et spacieux quartier abbatial composé de plusieurs chambres à feu, d'une chapelle et de deux grandes salles en haut et en bas, de caves et greniers voûtés, cuisine, poêle et autres chambres pour la ménagerie. Le quartier des sieurs religieux et couvent est séparé de l'abbatial ; il est composé de leurs bâtiments nécessaires, comme cloistres voûtés, dourtoir, chambres sur iceluy, cuisine, caves et chambres à feu pour les sieurs vénérables prieurs jubilaires, sous-prieurs et anciens religieux, et d'une grande infirmerie, le tout bien basti, même nouvellement quatre chambres à feu pour le révérend abbé, pour les sieurs prieurs et sous prieurs, comme le tout se voit en bon estat. Et de plus, il y a une porterie et une estable en icelle, et sur le ruisseau un moulin, les greniers et deux escuries, une grange au milieu, et une rasse bastie par le sieur abbé, et les fourgs et entrée de la porterie par lui voûtés. Il y a un jardin et une grande cour enclos de murailles de suffisante hauteur pour tenir fermée la maison et la mettre en assurance. Et en outre un enclos d'une étendue et contenance en forme ronde entouré de murailles bien hautes, toutes bien enduites et couvertes de lasves, dans lequel enclos il y a de quoi faire, du foin pour l'usage de la maison jusqu'à concurrence d'environ vingt voitures. Il y avoit un monticule devant le portail du grand enclos qui terminoit la rue désignée que l'on ne pouvoit apercevoir le survenant que de cinq à six pas ; ce qui a donné sujet audit sieur révérend abbé d'y faire une belle et grande esplanade pour l'embellissement de l'entrée ; laquelle est descorée au frontispice d'un petit cabinet dans lequel est l'image de la Vierge Marie ; et de çà et de là, deux tourelles. »
L'église comporte plusieurs chapelles dont celle des princes de Chalon où reposent 17 membres de cette famille. Une autre a été fondée par Charles de Nozeray, seigneur de Villers-Robert, et il s'y trouve sa sépulture. Un autel fondé par Guillaume de Froments, seigneur de l'Aigle, et son père Pierre de Châlon est dédié à saint Laurent. Un autre dans la grande nef sous l'invocation de saint Urbain et saint Loup. Encore une sous celle de saint Nicolas, patron de la paroisse des métairies, où sont inhumées les personnes de cette paroisse.

## De la frontière du comté jusqu'à Salins

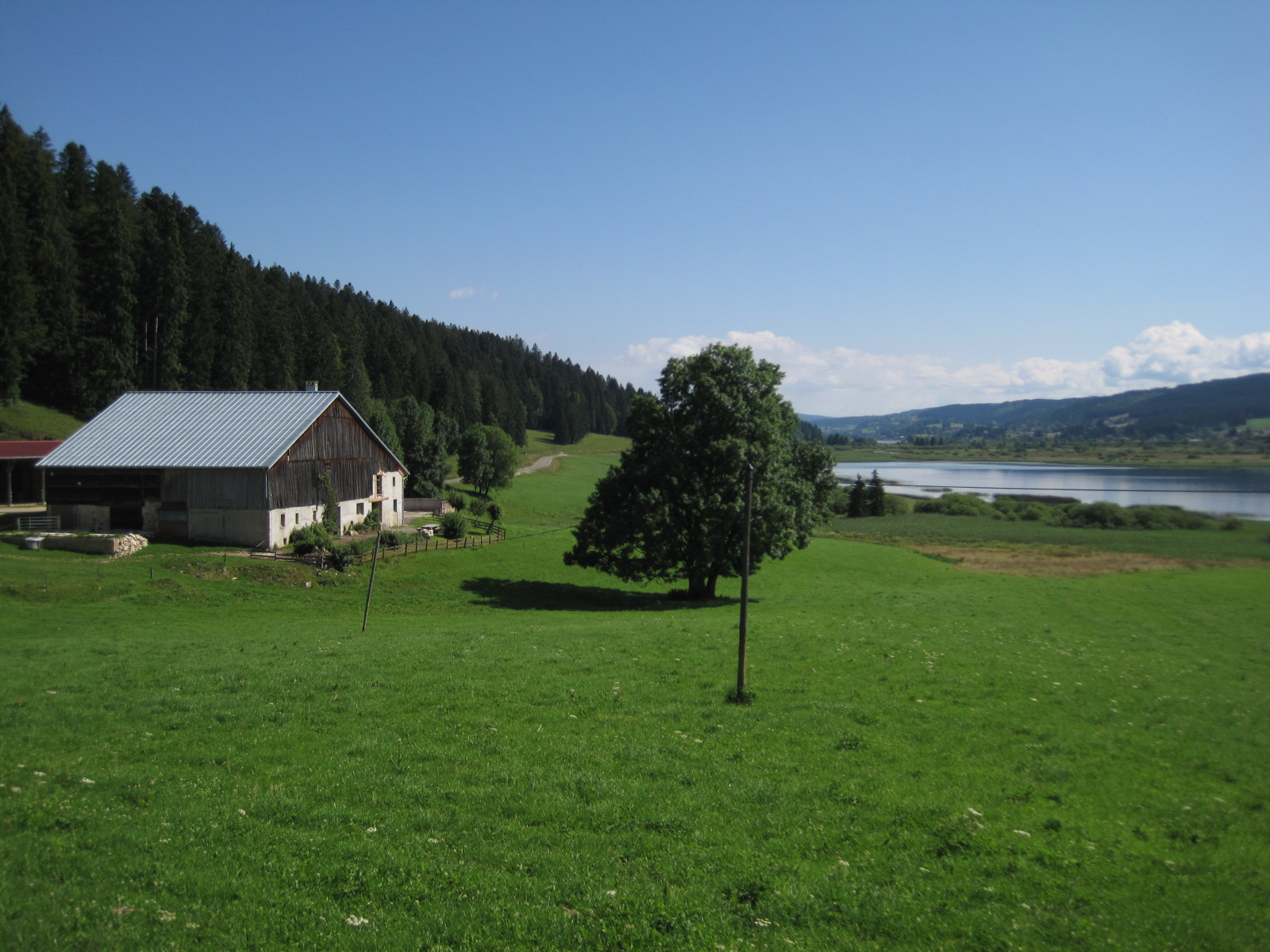
La grange du lac, dépendance de l'abbaye.

Le XIIIe siècle est la période faste de l'abbaye de Mont-Sainte-Marie. Les terres incultes que les sires de Salins lui avaient données sont transformées en terres agricoles par les religieux et des colons si nombreux que plusieurs villages et hameaux sont construits tels que Labergement, Remoray, Fourcatier, Maison-Neuve, Rougebief et Saint-Antoine ainsi qu'une dizaine de métairies et des fermes. À l'époque il était dit que « les religieux de Sainte-Marie pouvaient marcher pendant sept heures de temps, soit depuis la frontière du comté de Bourgogne jusqu'à Salins, soit depuis le val de Sirod jusqu'à Nods, sans cesser d'être sur leurs propriétés ou sur celles dans lesquelles ils avaient des droits d'usage et de cens ou de dîmes ». À cela s'ajoutent les dons de terres, de vignes, de maisons à Montigny, dans le Val des Usiers, à Moutorge, à Salins, à Pontarlier, à La Rivière, à Frasne, au lac Damvauthier, aux Granges du lac (les Grangettes), à Oye, aux Granges-Narboz, à Bannans, à Chaffois, à Dompierre, à Vers, au Paquier, à Boujailles, à La Planée… tout ceci de la part des sires de Joux et d'Usier, de Gaucher de Salins, de l'abbaye de Balerne, des chevaliers de Pontarlier, de Guy d'Arbois, d'Humbert de Frasne et de Renaud du Paquier. Les comtes de Bourgogne donnent des droits de « muires » (eau salée) et de sels à Salins.
Cette richesse éveille la convoitise de ses voisins et en particulier celle des religieux de l'abbaye du Lac de Joux, aussi en 1228 les abbés Guy d'Acelps, Odon de Balerne et Rodolphe de Billon doivent déterminer si l'abbaye de Joux a des droits sur les terres de l'ermitage comme ceux-ci le prétendent. Ils convoquent les frères Didier, Louis, Hélias, Étienne et Pierre qui déclarent que celle-ci n'avait aucune juridiction sur leur monastère et que s'étant réunis dans ce lieu pour y servir le Seigneur et étant tous laïcs ils étaient convenus de choisir pour chapelain le vertueux Girard, abbé de Montbenoit, qui s'était retiré à l'abbaye de Joux. Malgré tout ils étaient obligés de payer trente livres à titre d'indemnité. Après la mort de Girard, le chef spirituel de la communauté est Pierre puis Étienne, moine de l'abbaye Notre-Dame de Billon, c'est à cette époque que la petite congrégation adopte la règle de Citeaux.

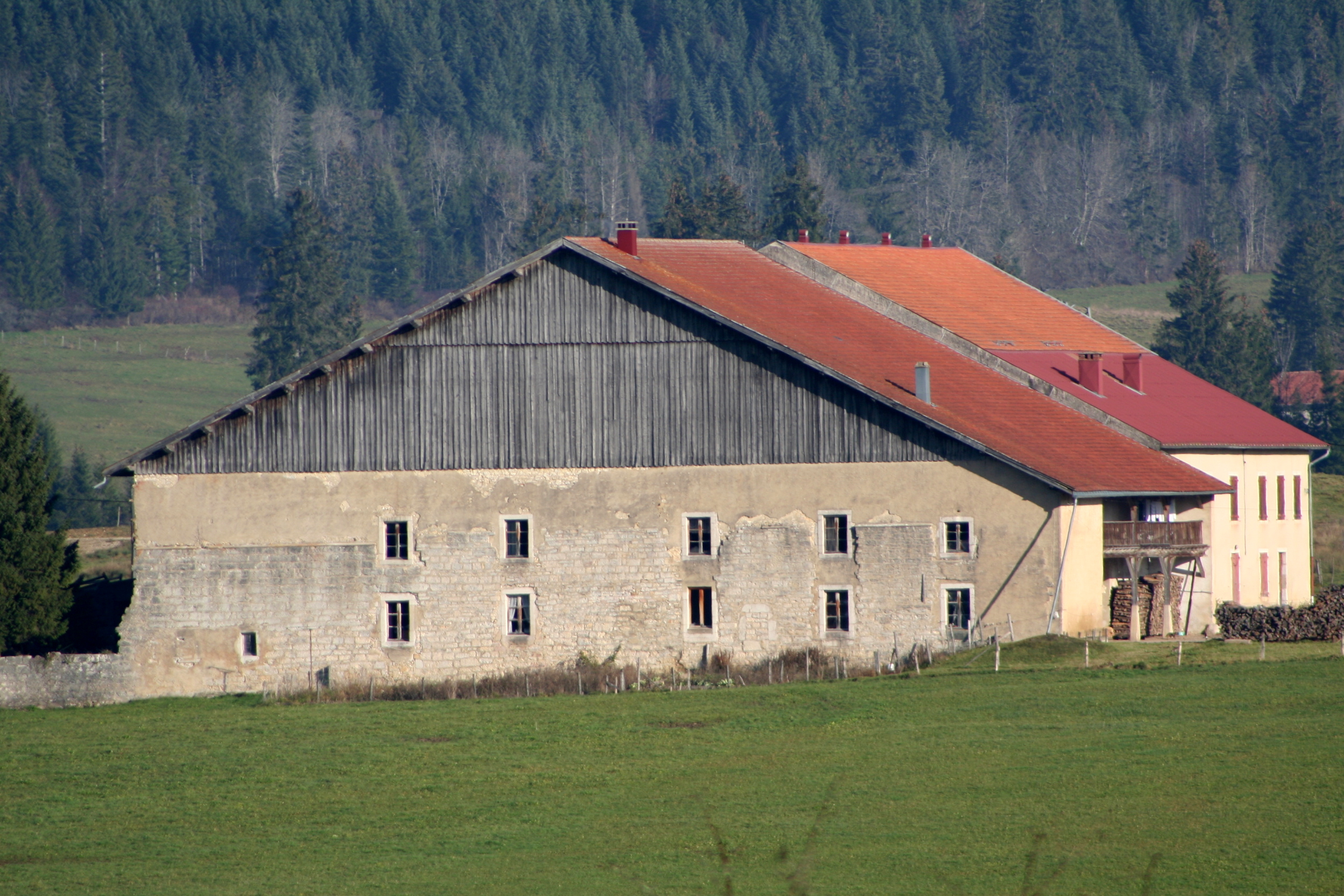
Ferme de Beauregard dominant l'abbaye.

Dès les premiers temps de son existence l'abbaye est comblée par les seigneurs de chalon-Arlay qui font de l'église de Mont-Sainte-Marie leur dernière demeure. En 1309 Hugues Ier de Chalon-Arlay lui donne le bourg et la seigneurie de Rochejean, la ville de Garde-Bois près du val de Miège avec ses fours, ses moulins, ses étangs et ses rivières en échange d'une messe haute célébrée chaque jour par les religieux pour lui et ses ancêtres. Pierre de Chalon-Arlay donne le moulin de Métabief en échange de deux messes. En 1366 Hugues II de Chalon-Arlay donne une maison et une vigne à Salins ainsi que ce qu'il possède à Arbois et à Montigny et en 1388 sa femme Blanche de Genève donne à chaque femme enceinte de Labergement 36 petites miches de pain de froment, ce qui deviendra l'aumône de la dame Blanche continuée au XVIIIe siècle.

## La charte des cinq sceaux
En mars 1311 une charte importante pour l'abbaye est accordée par Jean Ier de Chalon-Arlay, elle est revêtue du sceau de Jean de Chalon, de celui de l'official de Besançon (il représentait l'évêque), de celui de l'abbé de Sainte-Marie, de l'abbaye de Clairvaux et de celle de Cîteaux. Cette charte définit les limites de l'abbaye, ainsi que celles de Cessay et de Montorge (aujourd'hui lieu-dit chapelle de Montorge à Villers-sous-Chalamont), et confirme les donations de Gaucher de Salins, de Jean Ier de Chalon-Auxerre comte de Bourgogne et de Hugues de Chalon. Elle stipule aussi la réserve que met Jean Ier de Chalon-Arlay sur l'exécution des condamnés à mort par le juge de Sainte-Marie, en échange l'abbé reconnait que les sires de Salins et ceux de Chalon ont la garde du monastère.

## L'annexion et la Révolution

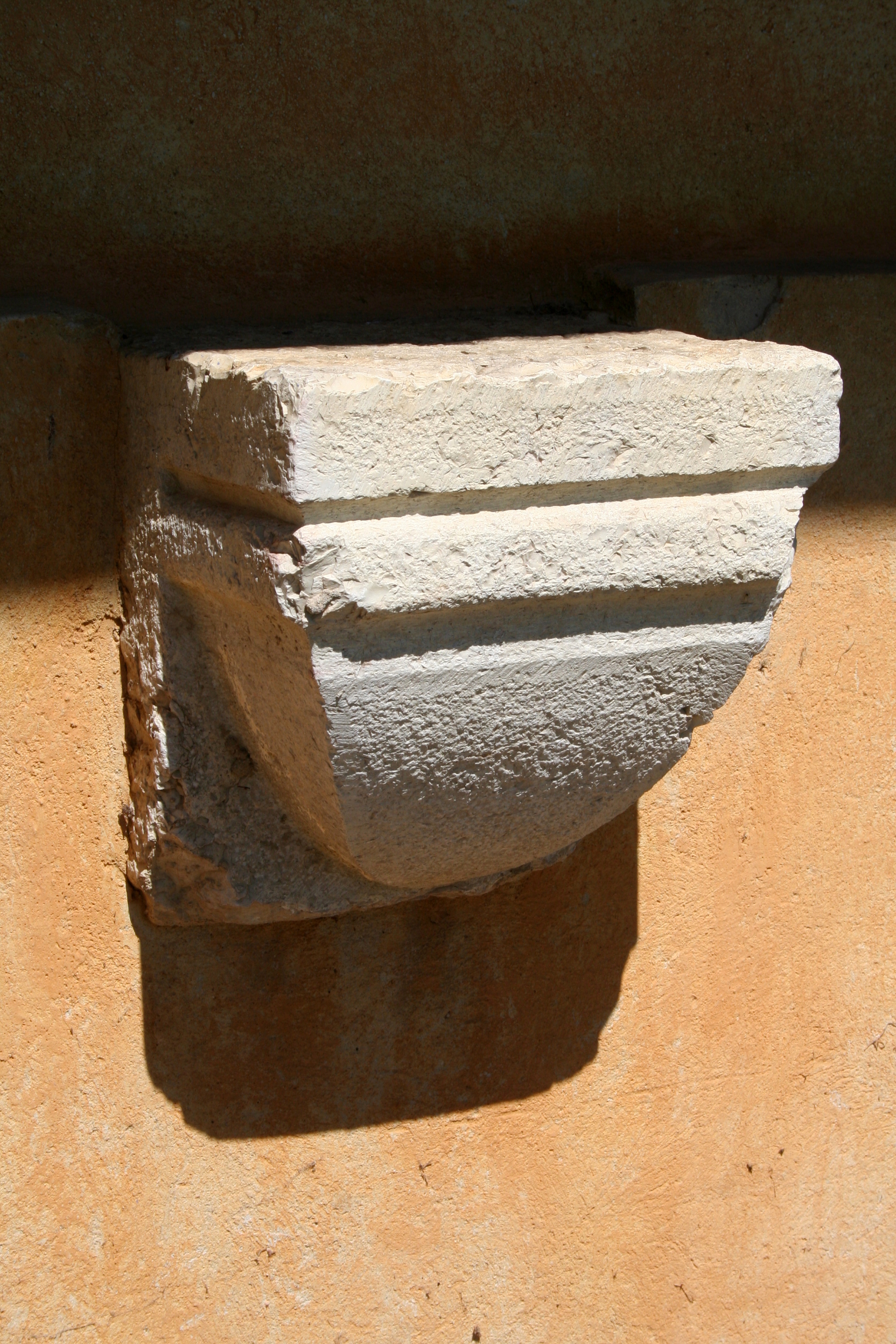
Chapiteau de l'abbaye récupéré dans la maison de Monte au Lever.

C'est en 1429 qu'un incendie ravage les bâtiments de l'abbaye ainsi que l'église. Pour reconstruire le monastère, les religieux accordent des affranchissements et le pape Eugène IV donne une bulle accordant des indulgences à tous ceux qui adresseraient des dons à Mont-Sainte-Marie. À l'époque de Charles le Téméraire, lors de la guerre de Bourgogne où il affronte les confédérés, les terres de l'abbaye sont victimes de bandes de pillards et des troupes stationnées dans la région. En 1575 un nouvel incendie détruit tous les bâtiments du monastère. Avec la guerre de Dix Ans vient la fin de l'époque faste de l'abbaye, les terres ne sont plus travaillées, les hameaux se dépeuplent et tombent en ruine. Les archives de Mont-Sainte-Marie sont transportées au château de Joux, d'ailleurs le monastère n'est plus occupé que par trois religieux : François Olivier, Philippe Courlet et François Courteau.
Avec l'annexion de la Franche-Comté au royaume de France par Louis XIV en 1678, la commende est introduite à l'abbaye et est fait le partage des menses (revenus) par le parlement de Dole entre l'abbé (nommé par le roi) et les onze religieux, les prêtres gardant les fondations des princes de Chalon-Arlay. En 1694 un partage des bâtiments est fait entre les deux parties, obligeant l'abbé à être logé à l'écart des religieux qui conservent le quartier abbatial, seule une porte permet le passage de l'un à l'autre à la condition que l'abbé en remette la clef au prieur toutes les fois où il n'est pas dans l'abbaye. Le 30 mai 1719, à la demande des religieux, les biens du monastère sont partagés en trois lots par le parlement de Metz: le premier aux prêtres, le second pour l'abbé et le troisième pour pourvoir aux charges de l'abbaye. Quelques propriétés restent communes comme l'enclos de l'abbaye, les redevances des salines de Salins, les forêts (dont la superficie s'élève à 800 hectares), le haut fourneau de Rochejean (qui fonctionnait depuis 1494), l'extraction des mines et minerais de fer, la grange Derrière-le-Mont, les chasses et les pêches. En 1790 la Révolution française chasse les religieux de Mont-Sainte-Marie, le mobilier étant vendu et les bâtiments adjugés pour 12 000 livres, le monastère sert alors de carrière pour les habitants des alentours et pour la construction de l'église de Remoray quelques années plus tard.

## Listes des abbés
Abbés chapelains de l'ermitage :
- Girard, abbé de Montbenoit.
- Pierre, chanoine de l'abbaye du Lac de Joux.
- Étienne, religieux de Billon.

Abbés nommés à la tête de l'abbaye :
- Henri, il mourut évêque de Troyes en 1232.
- Étienne.
- Hugues en 1224.
- Pierre en 1250.
- Jean Ier de Baume.
- Jacques Ier de Miège.
- Nicolas en 1263.
- Jacques II en 1295.
- Point en 1311.
- Jacques III de Larivière en 1311-1322.
- Guillaume Ier de Nozeroy en 1332.
- Guillaume II de Lambre.
- Bernard.
- Aimé ou Edmond de Vaux en 1365.
- Guillaume III de Loule ou de Lisle en 1380.
- Jean II de Pontarlier, 1393 à 1406.
- Jean III, dit Brunnet de Levier, 1406 à 1434.
- Guillaume IV de Mouthier en 1439.
- Daniel de Chaussin, 1446 à 1470.
- Antoine de Berghes, frère de l'évêque de Cambrai, en 1480.
- Jean IV de Frasne en 1509.
- Fiacre de Sugnüs.
- Louis de Vers, 1515 à 1553.
- Guillaume V de Vautrevers, 1565 à 1579.
- Guillaume VI de Mandre, 1579 à 1586.
- Jean V de Frasne, 1586 à 1590.
- Philibert Charton, 1590 à 1619.
- Gabriel Durand, 1619 à 1638.
- Ignace de Beth, marquis de Léede, 1662 à 1692.
- Louis de Ban, comte de Laffeuillée, 1692 à 1699.
- Jean-Claude Boisot, 1699 à 1768.
- Jean-Jacques de Farjonnelle d'Hauterive, 1768 à 1777.
- Etienne-Charles de Loménie de Brienne, 1777 à 1785.
- Charles-Marie Bourgevin de Vialard de Moligny, 1785 à 1790.